# کلیسای لاتین
کلیسای لاتین بزرگترین کلیسای کاتولیک است. این کلیسا در امپراطوری روم غربی گسترش یافت. در آن هنگام لاتین زبان اصلیِ دانش و فرهنگ بود و از همین رو این کلیسا نیز به این نام شهره شد.